# أليوت إيستون
أليوت إيستون (بالإنجليزية: Elliot Easton)‏ هو كاتب أغاني ومغني وموسيقي وعازف قيثارة أمريكي، ولد في 18 ديسمبر 1953 في بروكلين في الولايات المتحدة.

## وصلات خارجية
- أليوت إيستون على موقع IMDb (الإنجليزية)
- أليوت إيستون على موقع ميوزك برينز (الإنجليزية)
- أليوت إيستون على موقع أول ميوزيك (الإنجليزية)
- أليوت إيستون على موقع ديسكوغز (الإنجليزية)
- أليوت إيستون على موقع قاعدة بيانات الفيلم (الإنجليزية)